# Антикапіталістична ментальність
Антикапіталістична ментальність (The Anti-Capitalistic Mentality) — книга, написана економістом Австрійської школи та лібертаріанським мислителем Людвігом фон Мізесом. Це дослідження психологічних коренів антикапіталістичної позиції, яку Мізес вважав широко поширеною серед населення капіталістичного світу. Мізес наводить різні причини такого менталітету, насамперед його твердження, що вільна конкуренція в ринковій економіці не допускає виправдань своїх невдач.

## Розчаровані амбіції
«У суспільстві, заснованому на кастах і статусах, індивід може приписувати несприятливу долю обставинам, які не залежать від нього. [Наприклад] Він є рабом, тому що надлюдські сили, які визначають усе становлення, присвоїли йому цей ранг. [...] Зовсім інша річ при капіталізмі. Тут життєве становище кожного залежить від його власних дій [...] Влада принципу, кожному відповідно до його досягнень, не допускає жодних виправдань для особистих недоліків» (с. 11–12)
На думку автора, зіткнувшись із цим тягарем, багато тих, хто погано живе в ринковій економіці, шукають цапа відбувайла, щоб звалити провину з себе та відновити самооцінку.

## Нагромадження капіталу
За словами фон Мізеса, марксизм сильно вплинув на те, як широка громадськість інтерпретує свій економічний стан і капіталізм загалом. Високий рівень життя середнього заробітної плати розглядається як неминучий результат «самодіяльного прогресу», схожого на «матеріальні продуктивні сили» Маркса. Вважається, що ці матеріальні продуктивні сили (наприклад, технологічні інновації) не тільки не залежать від капіталізму, але й зрештою змусять капіталізм поступитися більш просунутим формам соціалістичної організації. До цього дня капіталісти продовжуватимуть відмовляти робітникам у належній частці цього прогресу.
Поняття «справедливої частки» позбавлене сенсу, тому що і капітал, і праця необхідні для виробництва товарів, і неможливо призначити частку кінцевого продукту як таку, що належить праці або капіталу. Він також стверджує, що навіть важливіше історичне збільшення винагород середнього заробітної плати зумовлене виключно накопиченням капіталу, і зокрема тим фактом, що «швидкість накопичення капіталу перевищує швидкість зростання населення» (с. 88).
За словами фон Мізеса, «усі псевдоекономічні доктрини, які применшують роль заощаджень і накопичення капіталу, є абсурдними [...] Що покращило рівень життя найманих працівників, так це те, що капітальні засоби на душу людей, які прагнуть заробітної плати, зросли. Це є наслідком цього факту, що постійно зростаюча частка загальної кількості вироблених придатних для використання товарів надходить до найманих працівників» (с. 89).

## Критика
The Economist назвав це «надзвичайно безглуздою» карикатурою на економічний лібералізм і «сумною книжечкою», яка є спрощено догматичною та демонструє «закохану поверховість» образливим тоном. Рецензія припускала, що книга отримає «низькі оцінки, якщо студент другого курсу бакалаврату її представить своєму репетитору», і що така книга «пропагує свободу... погано служить». Він звинуватив фон Мізеса в нападках на «солом'яних людей» і зневазі до фактів людської природи, порівнюючи його в цьому відношенні з марксистами. Консервативний коментатор і колишній комуніст Віттекер Чемберс опублікував подібну негативну рецензію в National Review, заявивши, що теза Мізеса про те, що антикапіталістичні настрої кореняться в «заздрості», втілює «консерватизм нічого не знає» в його «нічого не знає».

## Історія видання
- Компанія D Van Nostrand, 1956 рік
- Libertarian Press, 1981
- Liberty Fund, 2006, ISBN 0865976708 (тканина), ISBN 0865976716 (м'яка обкладинка)
- Інститут Людвіга фон Мізеса, 2008 (репринт видання Ван Ностранда)

### Переклади
- Німецька: Die Wurzeln des Antikapitalismus, Frankfurt am Main: Knapp, 1979 ISBN 978-3781902206 OCLC 263642189
- італійська: La mentalità anticapitalistica, римська: Armando, 1988 OCLC 799240184
- Корейська: 자본주의정신과반자본주의심리 / Chabonjuŭi chŏngsin kwa panjabonjuŭi simni, 한국경제연구원, Sŏul Tʻŭkpyŏlsi : Hanʼguk Kyŏngje Yŏnʼguwŏn, 1995 ISBN 978-8980310302 OCLC 53327033
- Польська: Mentalność antikapitalistyczna, Краків: Wydawnictwo Arcana, 2005 ISBN 978-8386225873 OCLC 749842045
- Іспанська: La mentalidad anticapitalista, Валенсія: Fundación Ignacio Villalonga, 1957 OCLC 434345549
- Шведська: Den antikapitalistiska mentaliteten, Стокгольм: Natur & Kultur, 1957 OCLC 485430415